# Pierre Goubert
Pierre Goubert (Saumur, 25 gennaio 1915 – Issy-les-Moulineaux, 16 gennaio 2012) è stato uno storico francese specialista dei secoli XVII e XVIII.

## Biografia
Pierre Goubert nacque nella cittadina di Saumur nel 1915 da una famiglia di artigiani e commercianti che, per diverse generazioni, si era occupata di agricoltura. Come Goubert stesso avrebbe poi detto, la sua famiglia era di modeste origini, ma non misera: nessuno infatti fu mai analfabeta (Un parcours d'Historien, Fayard, 1995, p. 20-24). Da bambino frequentò la scuola elementare pubblica dei Recolletti a Nantilly che in seguito gli impartirono lezioni complementari parallelamente a quelle del college. Conseguì la licenza media a dodici anni, ma i suoi genitori non programmarono per il suo futuro nient'altro che un insieme di apprendistati per una qualche professione manuale o piccolo impiego, il che all'epoca lo desolò molto. Il direttore della scuola parlò tuttavia con sua madre per lasciargli continuare gli studi.
Goubert entrò alla Scuola Normale (che corrispondeva grossomodo all'italiana magistrale) di Angers nel 1931 e qui si appassionò molto alla letteratura, infatti all'epoca si definiva più letterato che storico appunto perché questa materia ancora non lo entusiasmava. I suoi studi letterari erano però interdetti dalla sua ignoranza del greco e del latino e pertanto ovviò allo studio della storia e della geografia.
Avendo manifestato sovente la sua indisciplina con delle proteste, specialmente contro lo sciovinismo della prima guerra mondiale (cosa molto comune all'epoca in Francia), egli venne escluso dalla PMS (Preparazione Militare Superiore) e durante le sue lunghe trattenute nelle biblioteche, continuò le letture e cominciò ad apprendere l'inglese.
Venne ammesso nel 1935 alla scuola di Saint-Cloud che formava, all'epoca, i professori per la Scuola Normale (quella che in futuro sarebbe divenuta l'ENA) e frequentò i corsi di Marc Bloch, personalità che lo segnò profondamente e che lo invogliò a scegliere la storia come disciplina di ricerca. Lo stesso Goubert infatti confidò:«est lui, vraiment, qui m'a donné la vocation, lui et les Annales, […] » (l'Histoire no 241, 24 febbraio 2000) -"è lui che mi ha donato veramente la vocazione, lui e le Annali"-. Alla fine di questi corsi nel 1937, Pierre cominciò ad insegnare la suddetta materia, anziché lettere, alla Scuola Normale si Périgueux.
Nel 1939 divenne istruttore di meteo (nota 6) all'École spéciale militaire de Saint-Cyr (partecipò inoltre con le truppe alla campagna di Francia in qualità di caporale) e, scappato da questa che “prigionia”, professore di epoca moderna al liceo di Pithiviers e poi a Beauvais.
In questi anni di professorato seguì inoltre gli studi universitari, cosa che non poté fare prima.
Anche se non era ancora diplomato, (gli studenti-insegnanti dell'epoca dovevano ottenere un brevetto superiore) fu comunque autorizzato, a seguito di una deroga, a preparare la tesi che passò, usando i suoi termini; “par morceaux” (a tratti) e nel 1948 riuscì finalmente ad ottenere il titolo per la cattedra di storia. Immediatamente dopo cominciò la redazione di un dottorato di Stato su Beauvaisis, regione che conobbe dopo un breve soggiorno come professore al liceo Turgot.
Membro del CNRS dal 1951, Goubert venne nominato nel '56 direttore degli studi dell'EPHE (VI sezione) poi, due anni più tardi, ottenne un posto di storia moderna all'Università di Rennes. Egli era principalmente interessato alla storia antica, ma il suo difetto era la poca conoscenza del greco e del latino e così, come un'eco dei suoi gusti letterari, gli giunse la storia moderna. La letteratura del XVII secolo era infatti quella che preferiva.
L'anno 1958, lui aveva 43 anni, fu quello della discussione della sua tesi (che venne pubblicata nel 1960); Beauvais et le Beauvaisis dal 1600 al 1730. Questo lavoro segnò una vera e propria tappa storiografica perché aprì il cammino, al giorno d'oggi quasi banale, delle ricerche di demografia storica elencate in quadro regionale. "Una vera pietra miliare della storiografia", si basava in primo luogo sui documenti locali di prima mano e, come ha detto Françoise Dartois, privilegiava la quantità e il "seriale".
Goubert divenne poi, nel 1965, professore nuova Università di Parigi X-Nanterre e si circondò di giovani assistenti di qualità come Anne Zink o Fançois Billacois. Avrebbe inoltre contribuito inoltre a formare un altro grande storico moderno: Robert Mandrou.
Chiamato alla Sorbona nel 1969, presentò conferenze il tutto il mondo (in Europa ma anche a Princeton, Montréal, Kingston, Giappone, in Costa d’Avorio -dove fu invitato nel 1971 per assicurare un insegnamento di storia moderna a livello di laurea all'Università di Abidjan- e in Madagascar -nel 1979, dove gli venne chiesto ugualmente di assicurare un corso di storia moderna in sei settimane al livello di laurea all'università di Antananarivo-) e pubblicò numerose opere di storia moderna di cui alcune divennero dei veri e propri best seller, fenomeno nuovo per le edizioni di storia universitarie. Celebre è "Luigi XIV e venti milioni di francesi" pubblicato nel 1966 e riedito nel 1979 in edizione tascabile. Nell'analisi si questa notevole opera, non tiene conto del grande nome del re né tantomeno del suo grado, approcciando in modo realistico al lungo regno di Luigi XIV con un risultato ben lungi dalla classica storia. Presentò poi L'Antico Regime, che conobbe due edizioni (1969 e 1973) prima di un ulteriore significativo apporto, nel 1984, che fu realizzato con la collaborazione di Daniel Roche, sotto il titolo La Francia e l'Antico Regime. Anche appartenente alla Scuola storia delle Annali, abbandonando per un po' le sue abitudini di storia sociale, Goubert si manifestò anche nel genere della biografia con il suo Mazzarino che editò nel 1990.
Nel 1978 andò in pensione dalla Sorbona, all'indomani di un terribile lutto, Goubert si disse stanco di un mestiere di cui molti aspetti non l'interessavano più, ad eccezione dei seminari dove fu invitato. Incoraggiato dai suoi figli e da sua moglie, si rimise a scrivere ed a spaziare da un tempo ad un altro. La sua autobiografia nel 1995 fu il quinto libro dopo aver lasciato la Sorbona.
Il 5 marzo 2012, il Consiglio generale di Oise, rappresentato da Giorges Bascquerelle, rese un omaggio allo storico, morto il 16 gennaio 2012.

## Pubblicazioni
- Familles marchandes sous l'Ancien Régime, Paris, 1959.
- Beauvais et le Beauvaisis de 1600 à 1730, Paris, SEVPEN, 1960.
- L'avènement du Roi-Soleil, Paris, Julliard, 1961.
- Luigi XIV e 20 milioni di francesi (Louis XIV et vingt millions de Français, 1966), Bari, Laterza, 1968.
- L'ancien régime (2 voll., Volume I: la società; Volume II: i poteri) (1969-1973), Milano, Jaca Book, 1976.
- Clio parmi les hommes. Recueil d'articles, Paris, EHESS, 1976.
- La vie quotidienne des paysans français au XVII siècle, Paris, Hachette, 1982.
- P. Goubert - Daniel Roche, L'ancien régime. Cultura e società (Les Français et l'ancien régime. La société et l'état, 1984), Milano, Jaca Book, 1987.
- Initiation à l'histoire de France, Paris, Fayard, 1984.
- Mazzarino. Un cardinale al potere nella Francia del Seicento (Mazarin, 1990), traduzione di Bettino Betti, Collana Saggi stranieri, Milano, Rizzoli, 1992, ISBN 978-88-17-84211-2.
- Un parcours d'historien. Souvenirs, 1915-1995, Paris, Fayard, 1996.
- Le siècle de Louis XIV. Recueil d'articles, Paris, Èditions de Fallois, 1996.